# Tyrosinémie

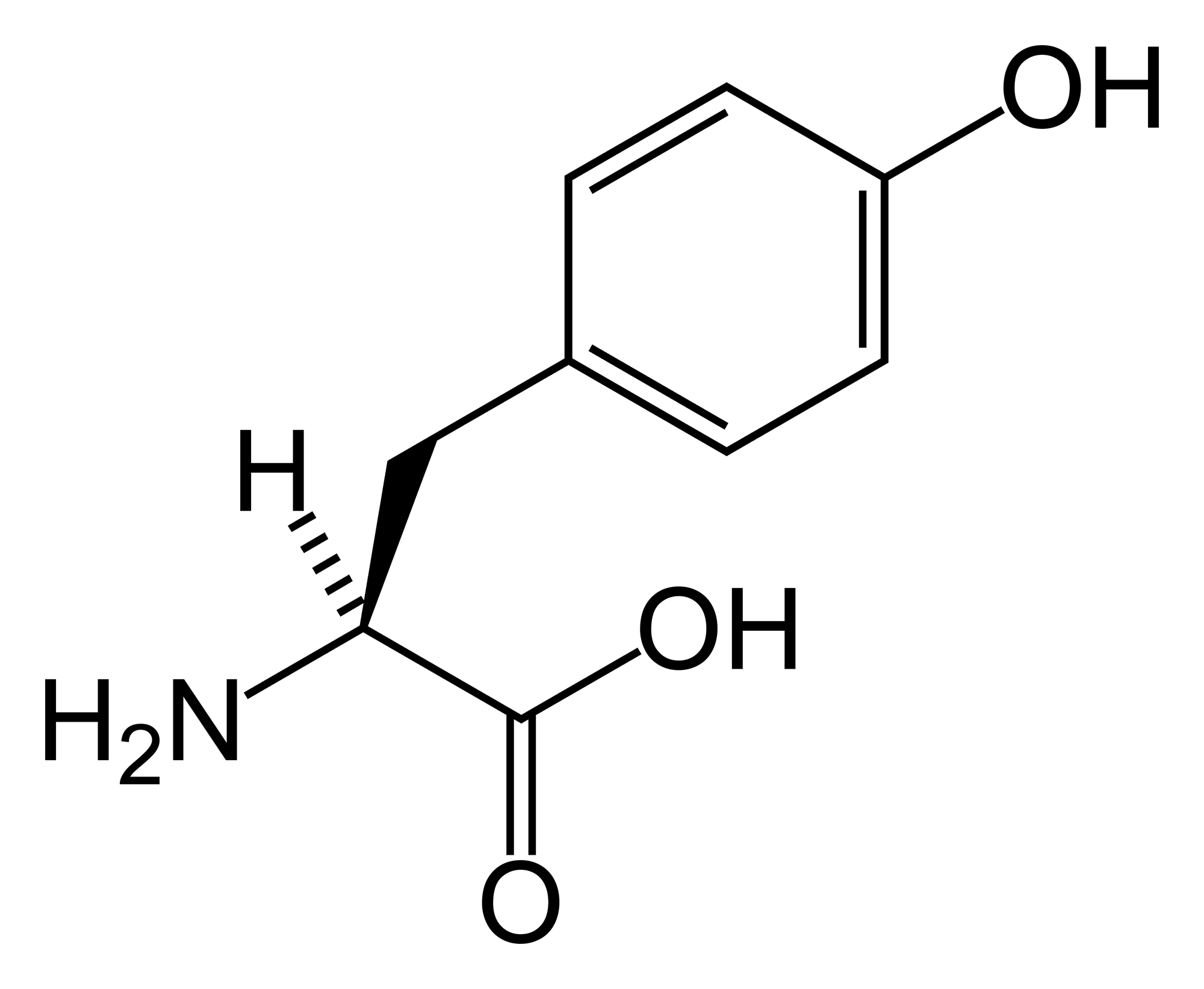
Tyrosine

La tyrosinémie est une maladie, habituellement innée, qui découle du mauvais fonctionnement du métabolisme qui est incapable de briser efficacement l'acide aminé tyrosine. Les symptômes comprennent des troubles hépatiques, des troubles rénaux et des retards mentaux. Non traitée, la tyrosinémie peut être fatale.
La plupart des formes innées de tyrosinémie produisent une hypertyrosinémie (niveaux élevés de tyrosine).

## Types
Il existe trois types de tyrosinémie, chacun présentant des symptômes distinctifs et causé par la déficience d'une enzyme différente :
- la tyrosinémie type 1 ;
- la tyrosinémie type 2 (en) ;
- la tyrosinémie type 3 (en).

## Traitement
Le traitement varie en fonction du type de tyrosinémie. Un régime faible en protéines peut être nécessaire dans la gestion de la tyrosinémie.
La nitisinone est utilisée pour traiter la tyrosinémie héréditaire de type 1, en combinaison avec la limitation de la tyrosine dans le régime alimentaire,,. Depuis sa première utilisation pour cette indication en 1991, ce médicament a remplacé la transplantation du foie en tant que traitement de première ligne pour cette maladie rare.